# Aghori Mhori Mei
Aghori Mhori Mei é o décimo terceiro álbum de estúdio da banda de rock alternativo estadunidense The Smashing Pumpkins, sucessor de "ATUM" de 2023 . O álbum foi lançado digitalmente em 2 de agosto de 2024, pela Martha's Music e Thirty Tigers . As versões físicas do álbum foram lançadas posteriormente em 22 de novembro de 2024, alguns meses após o seu lançamento nas diferentes plataformas streaming.

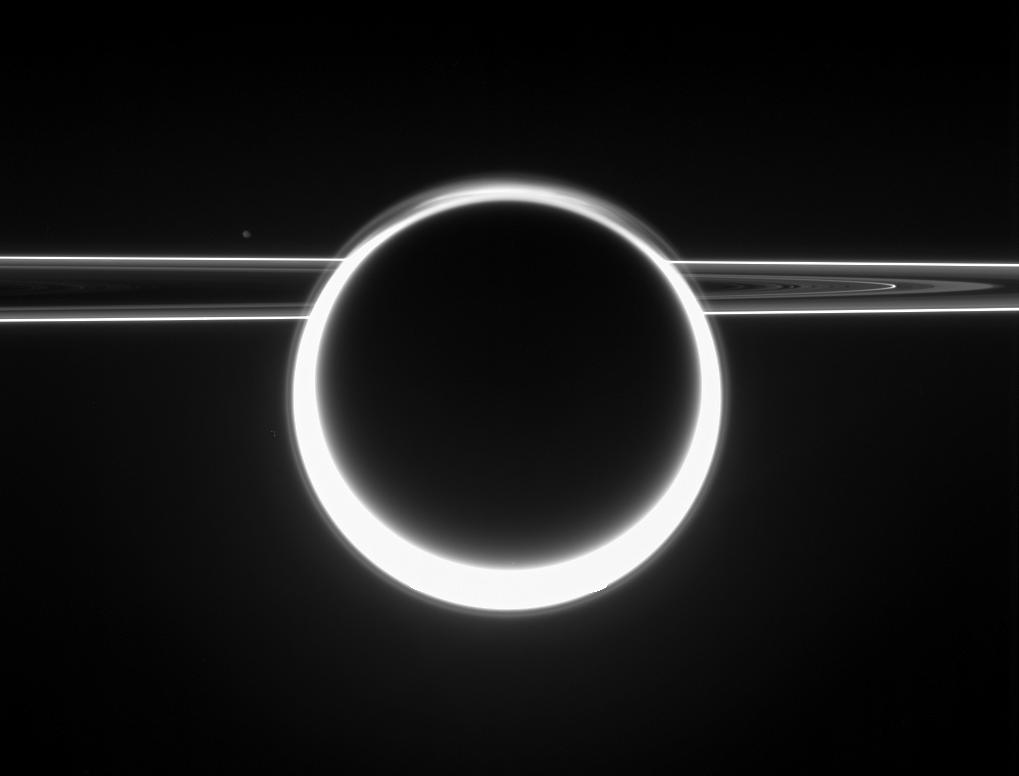
Fotografia de Titã capturada pela sonda espacial Cassini–Huygens

O álbum foi escrito e gravado ao longo de um período de dois anos (a partir de 2022) e é considerado um "disco de guitarra de rock and roll". Escrito e produzido pelo próprio guitarrista e vocalista da banda, Billy Corgan, o álbum é um disco de rock progressivo, rock alternativo e heavy metal . A composição é amplamente conduzida por uma mistura de guitarra, baixo e bateria, com algumas faixas utilizando sintetizadores e arranjos orquestrais. O álbum não teve singles antes do lançamento. " Sighommi " foi lançado como primeiro single do álbum em 2 de agosto de 2024 e em 29 de novembro do mesmo ano, foi também lançado como single "Who Goes There".
Após o lançamento do álbum, a recepção da crítica e dos fãs foi geralmente positiva. Muitos críticos elogiaram o álbum e a banda por retornarem ao som clássico presente em outros álbuns antigos da banda como "Gish" ou "Siamese Dream", incorporando um som mais pesado e com menos elementos de música eletrónica e pop. Alguns críticos encontraram problemas com a produção e mixagem do álbum, particularmente em relação à performance vocal e mixagem. Foi eleito pela Loudwire como o 7º melhor álbum de rock de 2024.